# NGC 7331
NGC 7331 is een spiraalvormig sterrenstelsel dat op een afstand van veertig miljoen lichtjaren van het zonnestelsel staat. Het bevindt zich in het sterrenbeeld Pegasus. Het sterrenstelsel is ontdekt in 1784 door  de sterrenkundige William Herschel. In het stelsel bevindt zich ook de supernova SN 1959D. Omdat het sterrenstelsel gelijk is in grootte en vorm wordt het soms de tweeling van de Melkweg genoemd, echter NGC 7331 heeft geen balk, zoals de Melkweg. 